# سفيان ديوب
سفيان ديوب (مواليد 9 يونيو 2000) في تور في فرنسا، هو لاعب كرة قدم مغربي يشغل مركز وسط ميدان مع نادي نيس.

## وصلات خارجية
- سفيان ديوب على موقع الاتحاد الأوربي (الإنجليزية)
- سفيان ديوب على موقع رابطة كرة القدم الفرنسية للمحترفين (الإنجليزية)
- سفيان ديوب على موقع قاعدة بيانات كرة القدم.إي يو (الإنجليزية)
- سفيان ديوب على موقع ليكيب (الفرنسية)
- سفيان ديوب على موقع Soccerway.com (الإنجليزية)
- سفيان ديوب على موقع عالم كرة القدم.نت (الإنجليزية)
- سفيان ديوب على موقع AS.com (الإسبانية)